# Hamburg-Osdorf
Osdorf (ausgesprochen Ossdorf) ist ein Stadtteil im westlichen Hamburg im Bezirk Altona.

## Geografie

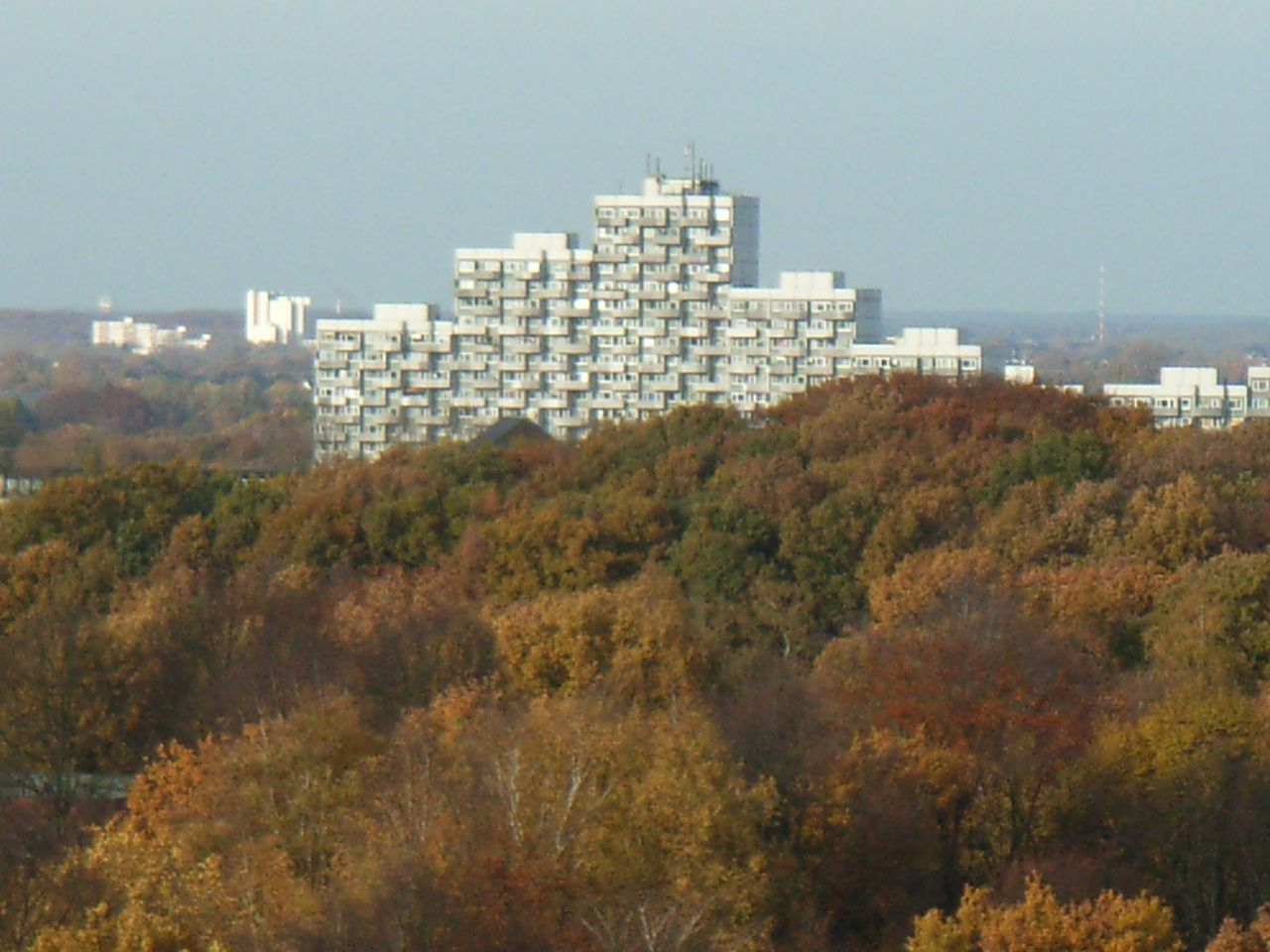
Skyline des Osdorfer Born

Der Osdorfer Ortskern (Alt-Osdorf) liegt an der Kreuzung von Osdorfer Landstraße (B 431) und Rugenbarg, an Diekweg und der Langelohstraße. Auf den früheren Landwirtschaftsflächen nördlich und südlich davon sind zwei große unterschiedliche Wohnviertel entstanden:
- Nördlich von Alt-Osdorf entstand in den 1960er Jahren die Hochhaussiedlung am Osdorfer Born, im Osten der Osdorfer Feldmark gelegen.
- Südlich der Osdorfer Landstraße existiert seit den 1890er Jahren das noble Villenviertel Hochkamp, welches – obwohl nördlich der Altona-Blankeneser Eisenbahn zu Osdorf und südlich davon zu Nienstedten gehörend – insgesamt zu den Elbvororten gerechnet wird.

Während sich die unmittelbare Umgebung von Alt-Osdorf als mittelständisches und, im Vergleich, auch „unauffälliges“ Wohn- und Gewerbegebiet erhalten hat, entwickelte sich südlich davon eine großbürgerliche Wohngegend. Der nördlich des Gewerbegebiets Brandstücken und der Generalleutnant-Graf-von-Baudissin-Kaserne gelegene Teil, rund um den Osdorfer Born, zählt hingegen zu den sozial benachteiligten Teilen der Hansestadt.

### Geografische Lage
Im Westen des Stadtteils in der Osdorfer Feldmark liegt das Flüsschen Düpenau, das einige hundert Meter lang die Grenze zu Hamburg-Iserbrook bildet. Es durchquert auch den im Grüngebiet Bornpark liegenden Helmuth-Schack-See.

### Nachbargemeinden und benachbarte Stadtteile
Osdorf grenzt im Nordosten an Lurup (entlang der Straßen Glücksstädter Weg und Flurstraße), im Osten an Bahrenfeld (entlang der Flurstraße) und Groß Flottbek (entlang der Heinrich-Plett-Straße), im Norden an das Schleswig-Holsteinische Schenefeld (Kreis Pinneberg), im Westen an Iserbrook (entlang der westlichen Grenze der Osdorfer Feldmark und der Straße Bockhorst) und im Süden an Nienstedten (entlang der Altona-Blankeneser Eisenbahn).

## Geschichte

### Frühgeschichte
Bereits zur Steinzeit war das Gebiet Osdorfs besiedelt. Dies belegen Funde wie Flintbeile und steinerne Werkzeuge am heutigen Rugenbarg bzw. an den heutigen Siedlungen Osdorfer Born und Am Barls. Auch zur Bronze- und später zur Eisenzeit war Osdorf besiedelt; Funde – bestehend aus einem Vorratsgefäß, Urnen, Bleigefäße, Bronzeschmuck und Tonschalen – zwischen dem heutigen Rugenbarg und dem heutigen Blomkamp, zeugen hiervon.

### Mittelalter
Die erste urkundliche Erwähnung Osdorfs als Oslevesthorpe bzw. Oselvestorph erfolgte 1268. Wahrscheinlich rührt die Bezeichnung vom Namen des Dorfgründers Oslev her. 1268 übertrug Graf Gerhard I. von Holstein eine Hufe in Osdorf an das Kloster Harvestehude, das das Gebiet anschließend offenbar wieder veräußerte. Denn bereits 1275 gehörte das Gebiet zwei adligen Brüdern aus der Nähe Buxtehudes, die das Land in diesem Jahr wiederum an das Kloster Harvestehude verkauften. 1312 waren drei Brüder aus der Ritterfamilie Stake Besitzer des Landes. Sie verkauften die Rechte, also die Einkünfte, an das Hamburger Domkapitel. Das Gebiet verblieb dann annähernd ein halbes Jahrtausend im Besitz der Kirche. Das älteste Steuerregister der Gegend von 1464/1465 wies nur acht steuerpflichtige Höfe auf. Osdorf blieb von den Kriegen der folgenden Jahrhunderte weitgehend verschont und behielt seinen dörflichen Charakter.

### Neuzeit

Hochkamp, Kaiser-Wilhelm-Straße zu Beginn des 20. Jahrhunderts (heute Dörpfeldstraße)

Kleinere Siedlungen entstanden erst in der zweiten Hälfte des 19. Jahrhunderts durch den Verkauf von Hofland. Im Osten der Feldmark wurde 1869 das Altonaer Armenhaus, das sogenannte Landpflegeheim, errichtet.
Im Süden Osdorfs entstand als Teil der Elbvororte ab 1896 die Villenkolonie Hochkamp. Die Ortsbezeichnung ist ein reines Fantasieprodukt des damaligen Eigentümers, der auch auf privatrechtlicher Basis die einzuhaltende Mindestgröße für die Grundstücke festlegte (Hochkamp-Verordnung). Im Jahr 1927 erfolgte die Eingemeindung nach Altona. Im Norden Osdorfs entstanden ab 1931 Behelfshäuser für die Armen. Noch 1937 war die Verkehrsinfrastruktur Osdorfs mangelhaft, denn teilweise waren die Straßen des Ortes an nassen Tagen unpassierbar. In jenem Jahr wurde das Groß-Hamburg-Gesetz erlassen und 1937/1938 erfolgte die Eingemeindung nach Hamburg.

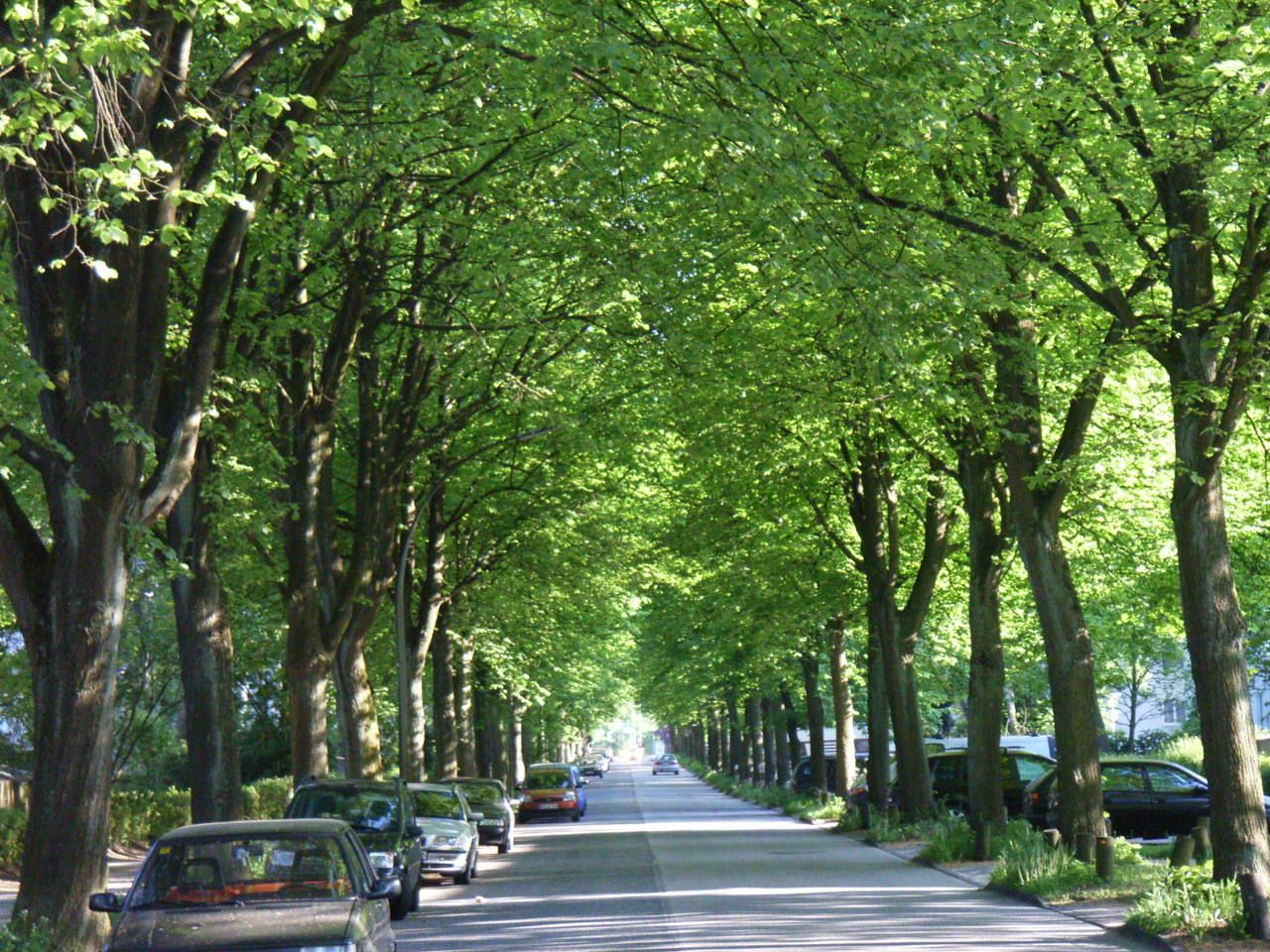
Straße „Am Landpflegeheim“

Nach dem Zweiten Weltkrieg gehörte die Siedlung Blomkamp zu den ersten größeren Neubauprojekten. Sie wurde 1950 bis 1952 in der gleichen Art gebaut wie die Häuser in der Straße „Am Landpflegeheim“, der früheren Zufahrt zur Kaserne. Die vorwiegend zweigeschossigen Zeilenhäuser bestanden aus preisgünstigen und mit niedrigem Ausstattungsstandard versehenen Mietwohnungen; später erfolgten Sanierungen. Die Großsiedlung Osdorfer Born wurde ab 1963 geplant und von 1966 bis 1971 gebaut. Es entstanden 5.000 Wohnungen, in denen etwa 13.000 Menschen wohnen. Die Einwohnerzahl des Stadtteils stieg in den 1960er und 1970er Jahren auf diese Weise innerhalb von nur zehn Jahren um 60 Prozent. Dazu beigetragen haben auch typische Reihenhaussiedlungen der 1960er Jahre im südlichen Teil von Osdorf (Mindermannweg, Tönninger Weg).

## Statistik
(Quelle:)
- Anteil der unter 18-Jährigen: 19,8 % (Hamburger Durchschnitt: 16,8 % (Dezember 2023))
- Anteil der über 64-Jährigen: 21,6 % (Hamburger Durchschnitt: 17,8 % (Dezember 2023))
- Ausländeranteil: 20,1 % (Hamburger Durchschnitt: 20,7 % (Dezember 2023))
- Arbeitslosenquote: 6,5 % (Hamburger Durchschnitt: 6,2 % (Dezember 2023))

Das durchschnittliche Einkommen je Steuerpflichtigen beträgt in Osdorf 52.797 Euro jährlich (2020), der Hamburger Gesamtdurchschnitt liegt bei 48.035 Euro.

## Kultur und Sehenswürdigkeiten

### Bauwerke

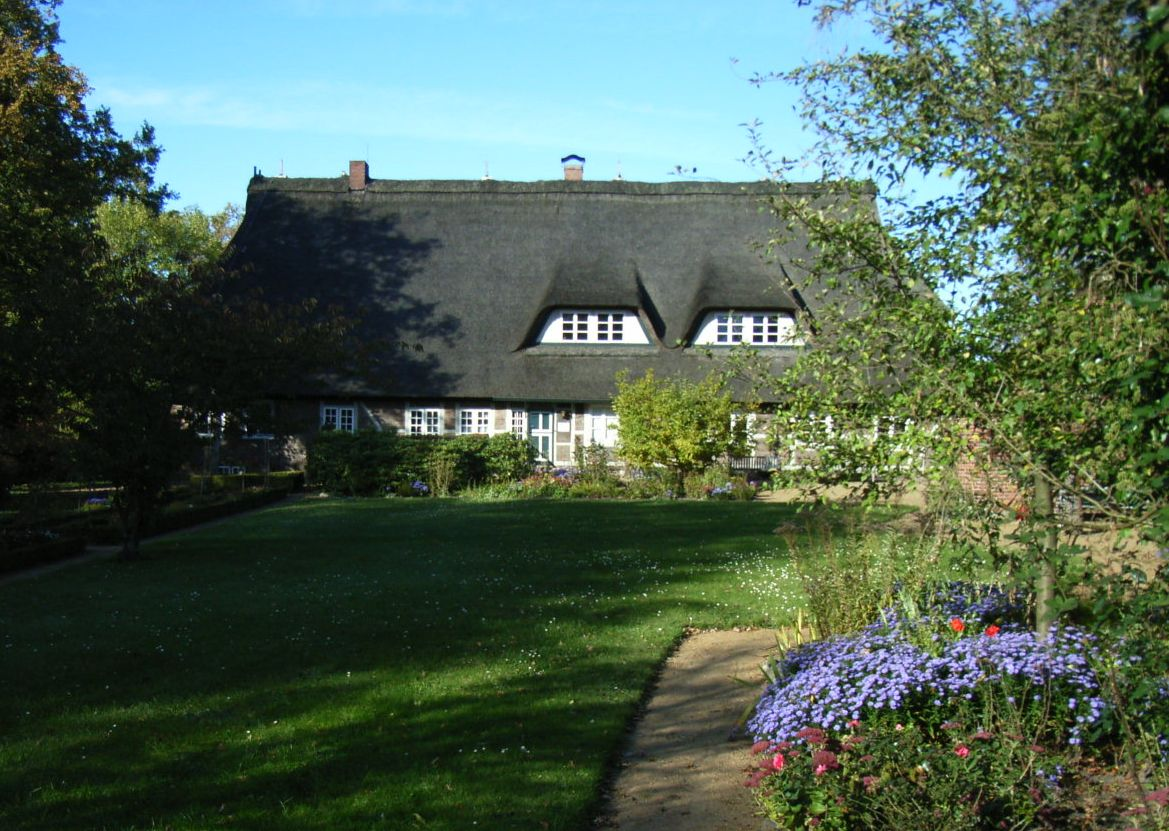
Bauerngarten im Heidbarghof

In Osdorf sind nahe der B 431 noch Reste des alten Dorfkerns erhalten. Eines der letzten reetgedeckten Baudenkmale ist der 1590 erstmals erwähnte Heidbarghof an der Langelohstraße, der seit den 1980er Jahren als Stadtteil- und Kulturzentrum mit Stiftungsgeldern erhalten wird, aber auch der auf der nördlichen Seite der Osdorfer Landstraße gelegene Hof Behrmann sowie der Vogthof und der Hof Wacker auf deren südlicher Seite sind wie einige andere Gebäude denkmalgeschützt.
1871 erwarb die damalige Stadt Altona Land der Bauern Knabe und Lübbersmeyer und errichtete in freier Feldmark ein Landpflegeheim für sozial benachteiligte Jugendliche nach Plänen des Altonaer Stadtbaumeisters Heinrich Oskar Winkler. Hier fanden bis zur Umnutzung als Lazarett im Zweiten Weltkrieg ganzheitlich ausgerichtete Ausbildungen statt, in der die praktische Gartenarbeit einen hohen Stellenwert hatte.

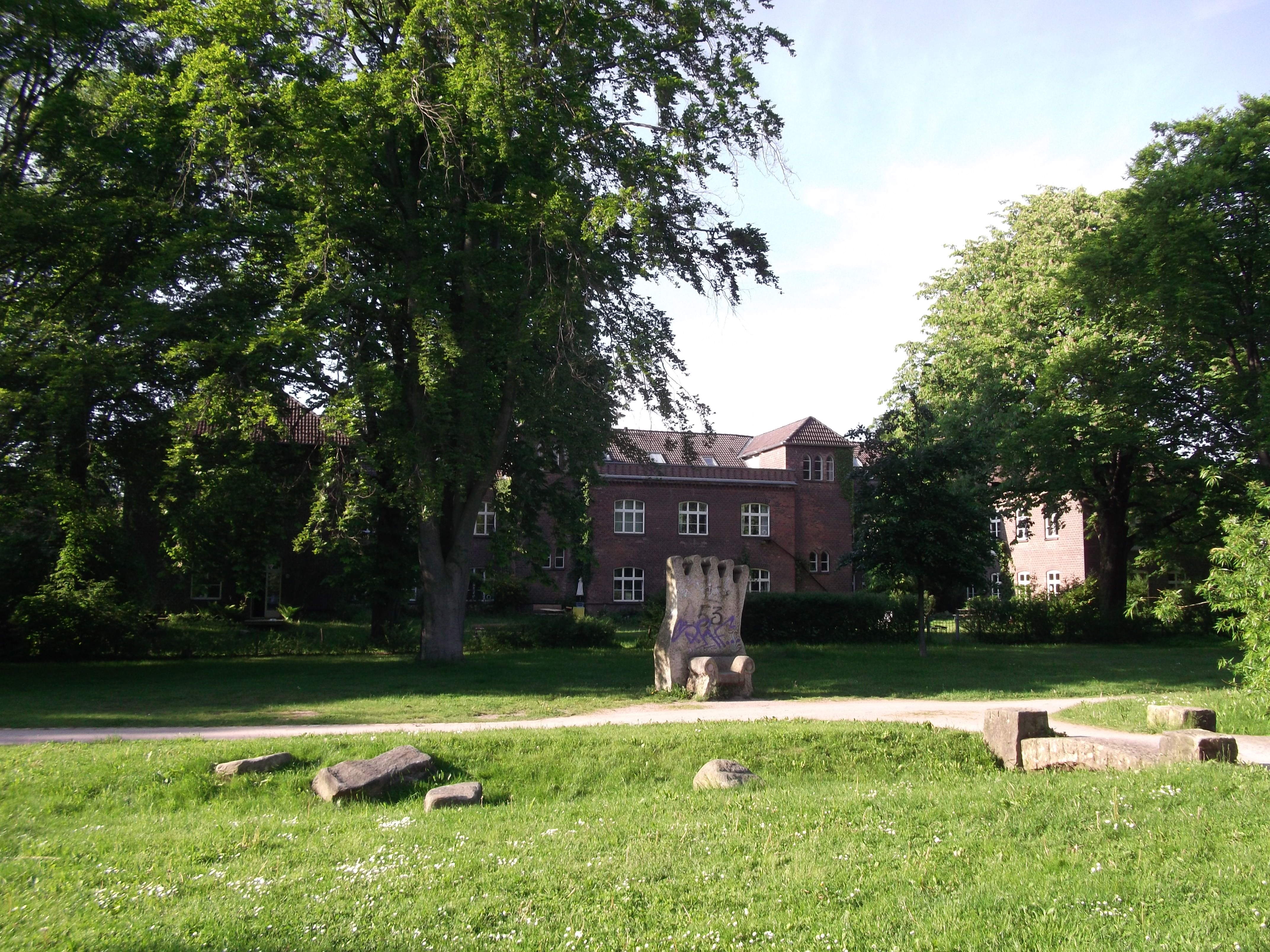
Das frühere Altonaer Armenhaus am Hans-Christian-Andersen-Park

Nach mehrjährigem Leerstand in den 1990er Jahren und dem geplanten Abriss wurde das Haus denkmalgeschützt und von mehreren Wohnprojekten in neue Nutzung überführt. Unter anderem wohnen und arbeiten hier 11 Künstler in 10 Wohnateliers. Zum Haus gehören ein Ausstellungsraum und eine Wiese, die in den Hans-Christian-Andersen-Park übergeht und für Außenarbeiten, Vernissagen und zur Erholung genutzt wird.
An der Osdorfer Landstraße 162 liegt im rückwärtigen Grundstücksteil am höchsten Punkt der Umgebung eine Kornwindmühle von 1888, genauer eine zweistöckige Galerieholländermühle, die als Osdorfer Mühle bekannt ist und heute nicht mehr windgängig und in gastronomischer Nutzung ist. Bis zum Jahr 1927 versorgte die Windkraftanlage „Herkules“ vom Typ Westernmill am heutigen Standort Kalenbarg in Kombination mit einem Dieselgenerator die umliegenden Höfe zuverlässig mit Strom.

### Parks

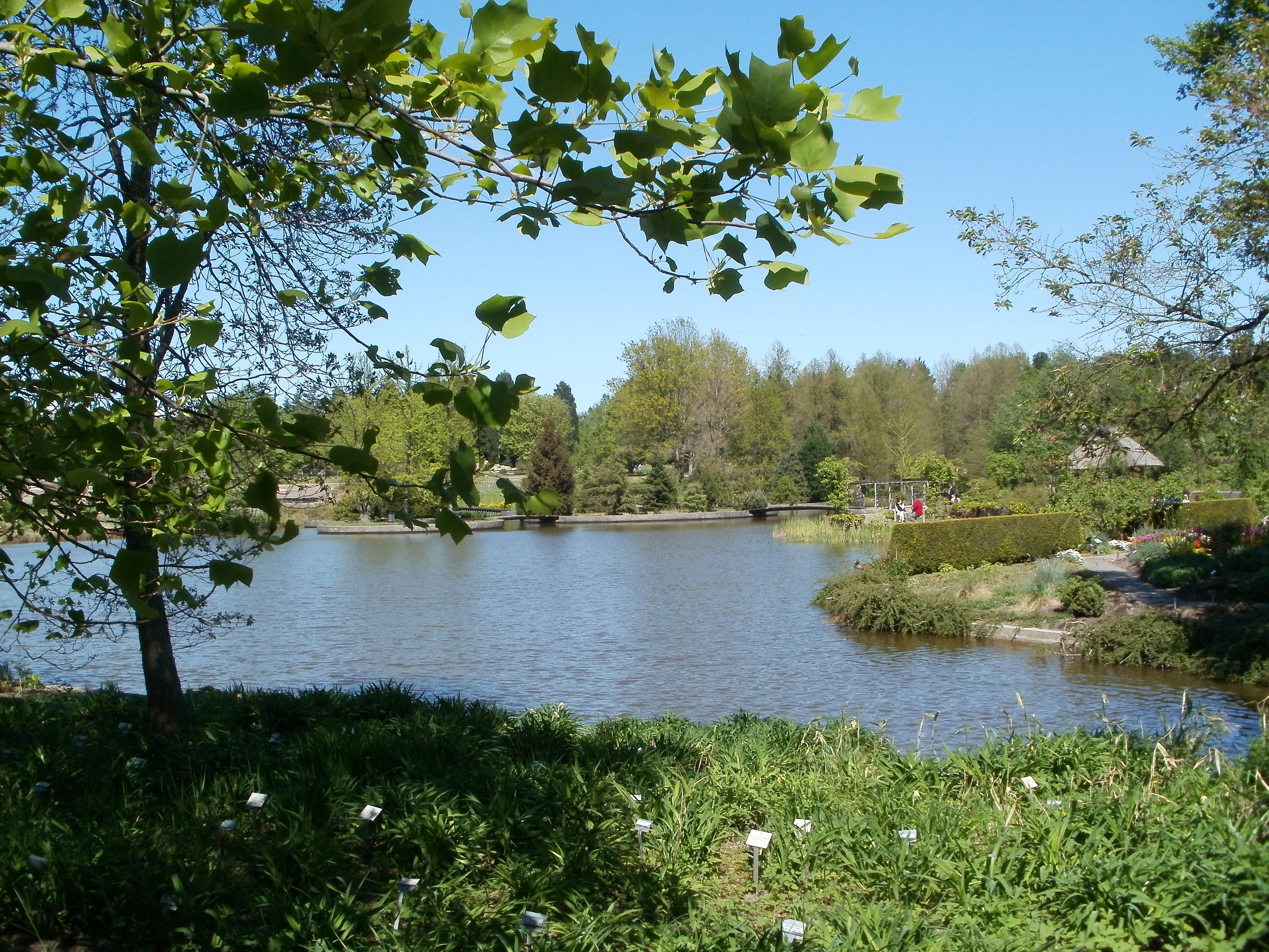
Neuer Botanischer Garten

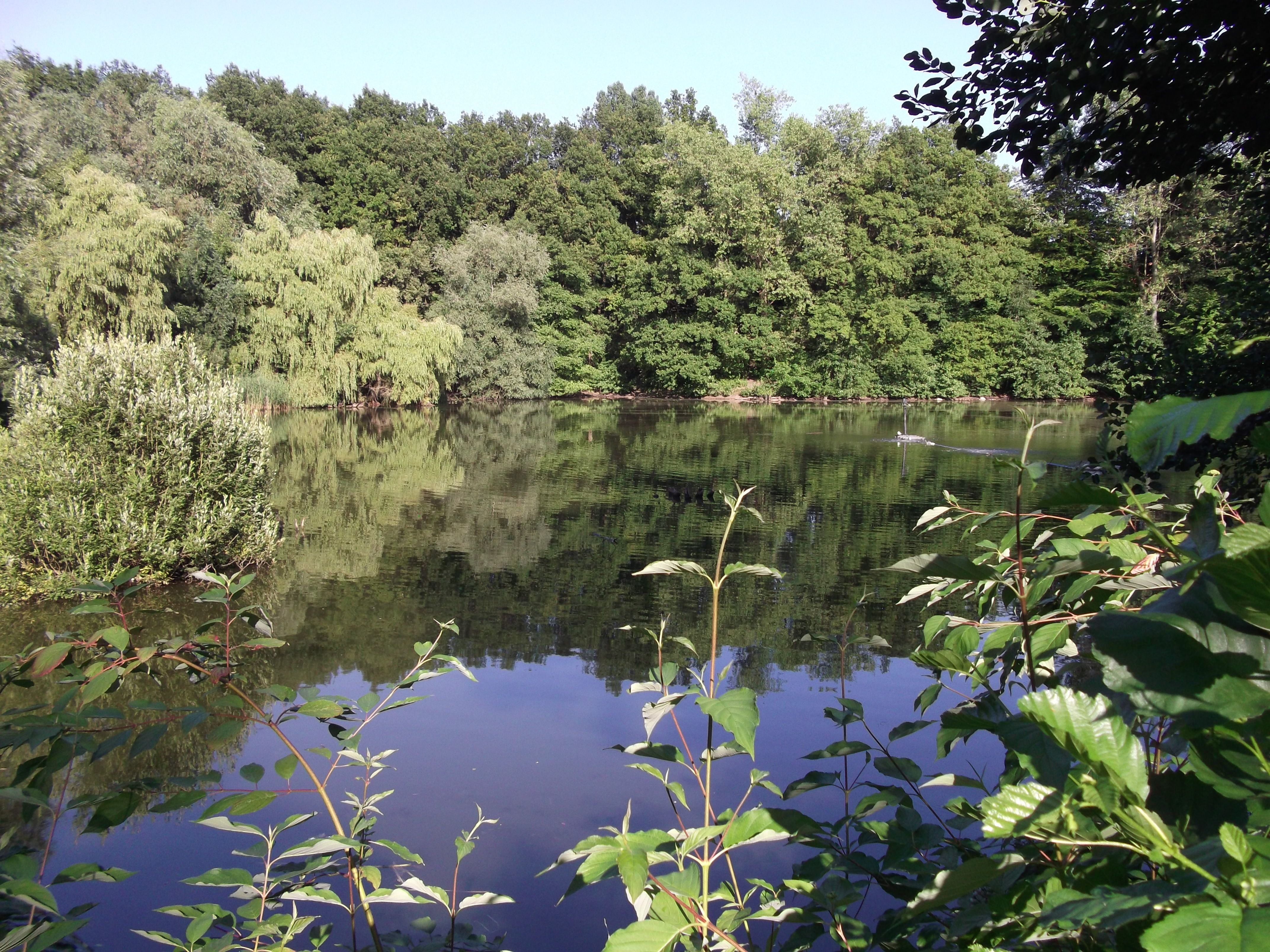
Osdorfer Ziegeleiteich

Bedeutendste Grünfläche in Osdorf ist der Loki-Schmidt-Garten der Universität Hamburg mit den Nachbildungen verschiedener Natur- und Kulturlandschaften. Darüber hinaus erwähnenswert sind die in Teilbereichen ökologisch wertvollen Wiesen in der Osdorfer Feldmark, welche sich zwischen Schenefeld, Osdorf und Iserbrook erstrecken.
An den Botanischen Garten schließt sich nördlich eine Grünschneise bis zur B 431 (Osdorfer Landstraße) an, in welcher der vielbesuchte „Ziegeleiteich“ liegt. Die Planungen, den Botanischen Garten auf diesen Bereich auszudehnen, wurden jedoch vor einigen Jahren wegen der Vergabe größerer Grundstücksteile an die Internationale Schule aufgegeben.
Unmittelbar südlich an das Künstlerhaus/ehem. Landpflegeheim angrenzend liegt der Hans-Christian-Andersen-Park der zum 200. Geburtstag des Literaten im Jahr 2005 mit vielen Märchenskulpturen angelegt und von der Prinzessin Benedikte zu Sayn-Wittgenstein-Berleburg, jüngere Schwester der dänischen Königin Margrethe II., eröffnet wurde. Zahlreiche Spiel- und Sporteinrichtungen sowie eine beschilderte Streuobstwiese als Reminiszenz an die alte gärtnerische Nutzung komplettieren das Angebot, wodurch der Stadtteilpark ein Anziehungspunkt für Kinder und erwachsene Märchen- und Naturliebhaber geworden ist.

### Sport
Westlich des Osdorfer Borns gibt es ein Freibad, darüber hinaus im Stadtteilgebiet mehrere Sportplätze (unter anderem an Schulen gelegen) und auch ein Hockey-Leistungszentrum. Im Hans-Christian-Andersen-Park finden informelle Ballspiele statt.
Sportvereine im Stadtteil sind der TuS Osdorf (früher: TuS Osdorf-Winsberg), die Turnerschaft von 1910 und der SV Osdorfer Born e. V.

## Politik

### Wahlergebnisse
Für die Wahl zur Bürgerschaft gehört Osdorf zum Wahlkreis Blankenese. Bei Bezirksversammlungswahlen gehört der Stadtteil zum Wahlkreis Osdorf / Nienstedten / Iserbrook. Bei Bundestagswahlen zählt Osdorf zum Bundestagswahlkreis Hamburg-Altona.
Seit 1966 gab es bei Bürgerschaftswahlen folgende Wahlergebnisse:
|                             | SPD    | CDU    | Grüne 1) | AfD    | Linke 2) | FDP    | Übrige    |
| Bürgerschaftswahl 2025      | 35,8 % | 23,3 % | 15,3 %   | 08,2 % | 07,9 %   | 02,8 % | 06,7 %    |
| Bürgerschaftswahl 2020      | 43,0 % | 11,5 % | 20,7 %   | 06,0 % | 07,4 %   | 05,9 % | 05,5 %    |
| Bürgerschaftswahl 2015      | 47,7 % | 16,1 % | 09,9 %   | 06,2 % | 07,0 %   | 10,2 % | 02,9 %    |
| Bürgerschaftswahl 2011      | 49,2 % | 25,1 % | 07,7 %   | –      | 05,2 %   | 08,3 % | 04,5 %    |
| Bürgerschaftswahl 2008      | 33,4 % | 45,8 % | 06,9 %   | –      | 06,1 %   | 05,0 % | 02,8 %    |
| Bürgerschaftswahl 2004      | 28,9 % | 52,2 % | 08,8 %   | –      | –        | 03,2 % | 06,9 %    |
| Bürgerschaftswahl 2001      | 35,4 % | 29,9 % | 05,5 %   | –      | 00,3 %   | 06,1 % | 22,8 % 3) |
| Bürgerschaftswahl 1997      | 35,9 % | 34,9 % | 09,4 %   | –      | 00,3 %   | 03,8 % | 15,7 % 4) |
| Bürgerschaftswahl 1993      | 41,0 % | 28,2 % | 09,8 %   | –      | –        | 04,3 % | 16,7 % 5) |
| Bürgerschaftswahl 1991      | 47,0 % | 38,1 % | 05,0 %   | –      | 00,2 %   | 06,1 % | 03,6 %    |
| Bürgerschaftswahl 1987      | 44,7 % | 42,3 % | 04,4 %   | –      | –        | 07,1 % | 00,8 %    |
| Bürgerschaftswahl 1986      | 41,3 % | 44,5 % | 07,5 %   | –      | –        | 05,7 % | 01,0 %    |
| Bürgerschaftswahl Dez. 1982 | 49,4 % | 41,1 % | 05,1 %   | –      | –        | 03,7 % | 00,7 %    |
| Bürgerschaftswahl Juni 1982 | 41,2 % | 46,4 % | 06,1 %   | –      | –        | 04,7 % | 01,6 %    |
| Bürgerschaftswahl 1978      | 48,7 % | 39,9 % | 03,3 %   | –      | –        | 05,2 % | 02,9 %    |
| Bürgerschaftswahl 1974      | 41,7 % | 43,3 % | –        | –      | –        | 11,5 % | 03,5 %    |
| Bürgerschaftswahl 1970      | 52,9 % | 34,2 % | –        | –      | –        | 08,1 % | 04,8 %    |
| Bürgerschaftswahl 1966      | 47,1 % | 39,1 % | –        | –      | –        | 08,7 % | 05,1 %    |

### Einwohnerentwicklung
Seit dem Jahr 2000 ist die Einwohnerzahl in Osdorf um 1,6 Prozent zurückgegangen.
| 1987   | 1988   | 1989   | 1990   | 1991   | 1992   | 1993   | 1994   | 1995   | 1996   | 1997   | 1998   | 1999   |
| 23.347 | 25.918 | 25.974 | 26.410 | 26.858 | 26.739 | 26.993 | 26.625 | 26.332 | 26.084 | 25.599 | 25.601 | 25.487 |

| 2000   | 2001   | 2002   | 2003   | 2004   | 2005   | 2006   | 2007   | 2008   |
| 25.477 | 25.675 | 25.909 | 25.993 | 25.417 | 25.297 | 25.106 | 25.204 | 25.070 |

## Wirtschaft und Infrastruktur

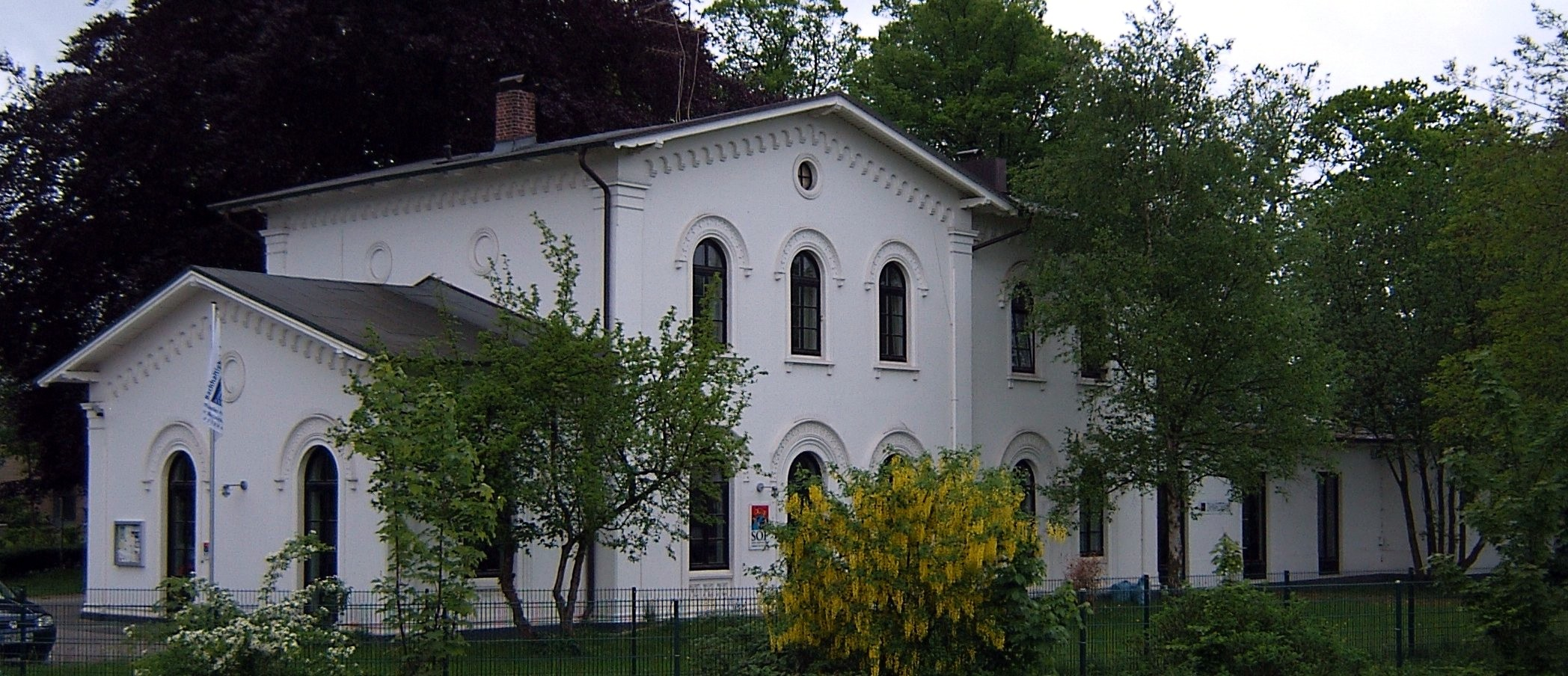
Das ehemalige Bahnhofsgebäude Klein Flottbek

### Verkehr
Osdorf wird von der Bundesstraße 431 und dem Ring 3 durchquert. Am Südrand von Osdorf verläuft die S-Bahnstrecke Altona-Blankenese-Rissen-Wedel (Linie S1) mit dem Bahnhof Klein Flottbek und dem Haltepunkt Hochkamp.
Durch Osdorf verkehren die Metrobuslinien 1 (S-Rissen – Bf. Altona), 3 (Schenefelder Platz – Tiefstack), 21 (U-Niendorf Nord – Teufelsbrück) und 22 (S-Blankenese – U-Kellinghusenstraße), die Schnellbuslinie 37 (Schenefelder Platz – Bramfeld, Dorfplatz), sowie die Stadtbuslinien 186 (Schenefeld, Achterndiek – S-Othmarschen) und 392 (U-S-Ohlsdorf – Teufelsbrück), und Nachtbuslinien 601 (S-Wedel – Rathausmarkt), 602 (Immenbusch – Rathausmarkt) und 621 (S-Wedel – Bf. Altona).

### Ansässige Unternehmen

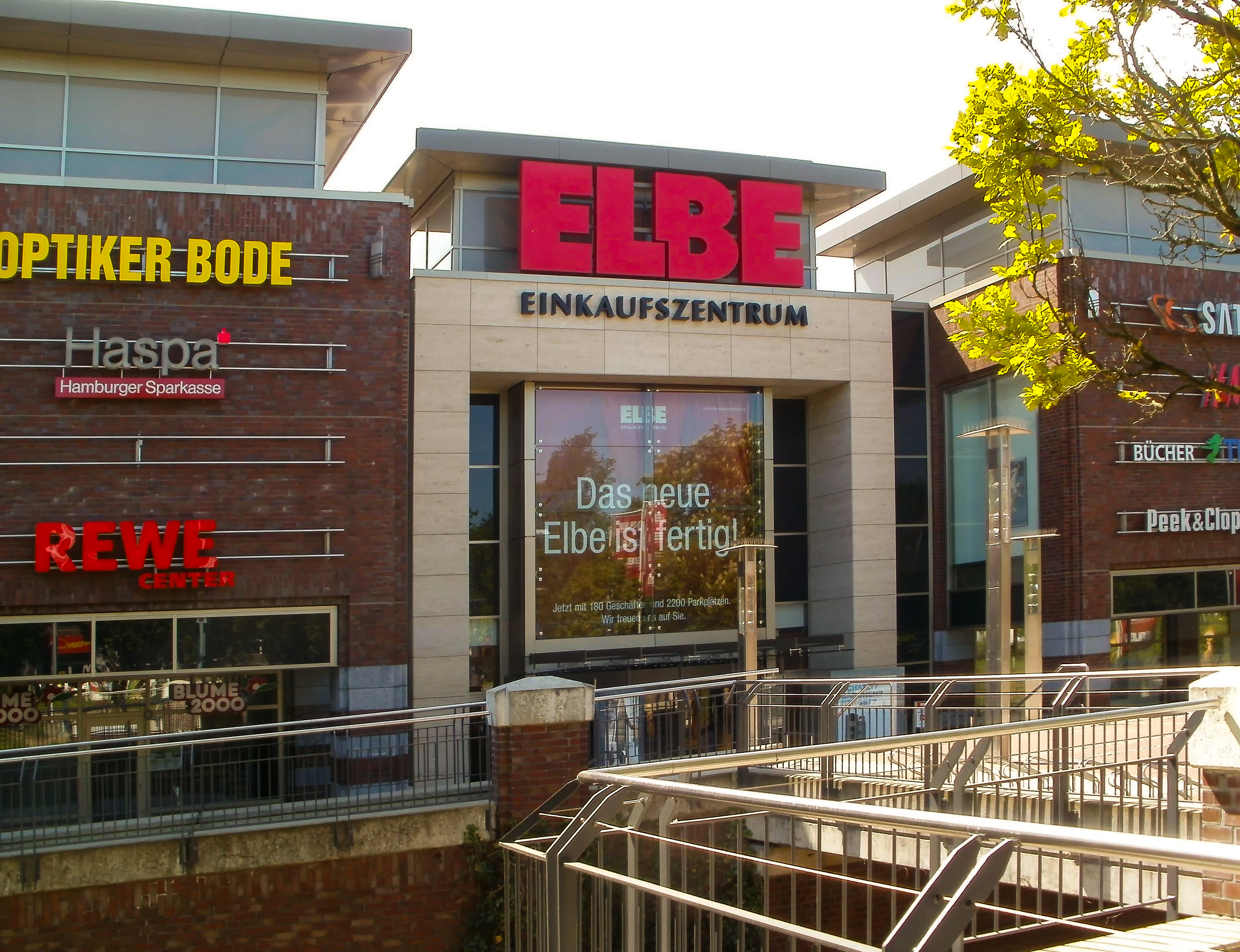
Elbe-Einkaufszentrum

Bekannte wirtschaftliche Institutionen sind das Elbe-Einkaufszentrum an der Osdorfer Landstraße, der Getränkegroßhandel Graeff sowie mehrere etwas kleinere Supermärkte. Entlang der Osdorfer Landstraße sind diverse Autohändler und damit verwandte Wirtschaftszweige ansässig.
Die Zahl der ansässigen Handwerksbetriebe gibt die Stadtteilstatistik für die Jahre 2002 und 2003 mit je 92 an.

### Öffentliche Einrichtungen
- Die Freiwillige Feuerwehr Osdorf hat ihre Dienststelle im Blomkamp 11.
- Die Berufsfeuerwehr Osdorf – FuRW 14 – hat seit dem 1. Februar 1979 ihren Sitz im Harderweg 10. Zuvor war sie in Hamburg-Blankenese ansässig gewesen.
- Im Blomkamp 23 hat die Polizei Hamburg das Polizeikommissariat 26 eingerichtet. Sein Einsatzgebiet ist eines der großflächigsten Polizeireviere Hamburgs.

Ein in Osdorf befindliches Flüchtlingsdorf wurde nach mehrjährigem politischen Dissens wieder geschlossen und ist inzwischen abgebaut. Die Fläche, eigentlich Teil eines Grüngürtels, sollte zukünftig für den Bau von Einzelhäusern genutzt werden, ist aber seit Beginn 2010 Standort der International School Hamburg (ISH), die aus Othmarschen hierher umgezogen ist.

### Bildung
Im Jahr 2007 gab es in Osdorf 18 Kindergärten sowie acht Schulen, die von 2438 Schülern besucht wurden. Der Ausländeranteil unter den Schülern lag bei 15,1 Prozent (2007). 18,1 Prozent der Osdorfer Bürger waren im Jahre 2007 minderjährig (2002: 18,8 %). 2010 ist mit der Internationalen Schule (International School of Hamburg) am Hemmingstedter Weg eine weitere Bildungseinrichtung dazugekommen.

### Kultur
Zahlreiche kulturelle Veranstaltungen und Vorträge im Heidbarghof bieten ein vielseitiges Freizeitangebot im Stadtteil. Das Elbe-Filmtheater als eines der wenigen Programmkinos in Hamburg ist für sein anspruchsvolles Filmprogramm bereits mehrfach ausgezeichnet worden. Am Osdorfer Born befindet sich im Gebäude des Gemeindezentrums der Kirche St. Maria Magdalena das Klick Kindermuseum.

### Sonstiges
Die Generalleutnant-Graf-von-Baudissin-Kaserne, die zur Führungsakademie der Bundeswehr gehört, befindet sich am Blomkamp.

## Persönlichkeiten
- Wilhelm Dreimann (1904–1946), SS-Unterscharführer und Rapportführer im KZ Neuengamme
- Heidi Kabel (1914–2010), Volksschauspielerin
- Klemens Wesselkock (* 1935) war Ministerialdirektor und Vorstandsvorsitzender der Hamburg-Mannheimer Versicherung
- LX  (Alexander Hutzler, * 1986), deutscher Rapper
- Philine Sturzenbecher (* 1981), Politikerin (SPD)
- Kasim Edebali (* 1989), American-Football-Spieler